# 錦壆路
錦壆路（英語：Kam Pok Road）是香港新界元朗區的一條行車道路，位於錦綉花園附近。道路分為兩段，南段由錦綉花園大道及錦綉大道南交界，連接壆圍西路，北段則為延長段，由錦綉花園大道交界以倒U走向連接新田公路的交匯處。延長段於2005年建成後未有通車，被一些人用作非法停車場及儲物用途，直至2007年2月5日才通車。

## 延長段開放問題
錦壆路是否開放使用爭議，關係貨櫃停車場營運者的直接利益。因為若果錦壆路通車，貨櫃車在此區出入，可以用錦壆路，即是再沒有合理理由使用鄰近的私家路錦綉花園大道。
相比錦綉花園大道，錦壆路比較窄，路遠多 3 公里（來回總計），比使用錦綉花園大道使用較多汽油。貨櫃車主及駕駛者認為此會增加他們的開支，甚至打破他們的飯碗。

## 鄰近建築
- 錦繡花園迴旋處
- 青山公路－潭尾段
- 錦繡花園
- 加州花園
- 加州豪園
- 碧豪園
- 竹園村

## 外部連結
- 港居民不滿政府 百人封路對峙8小時 （页面存档备份，存于）